# 本別駅

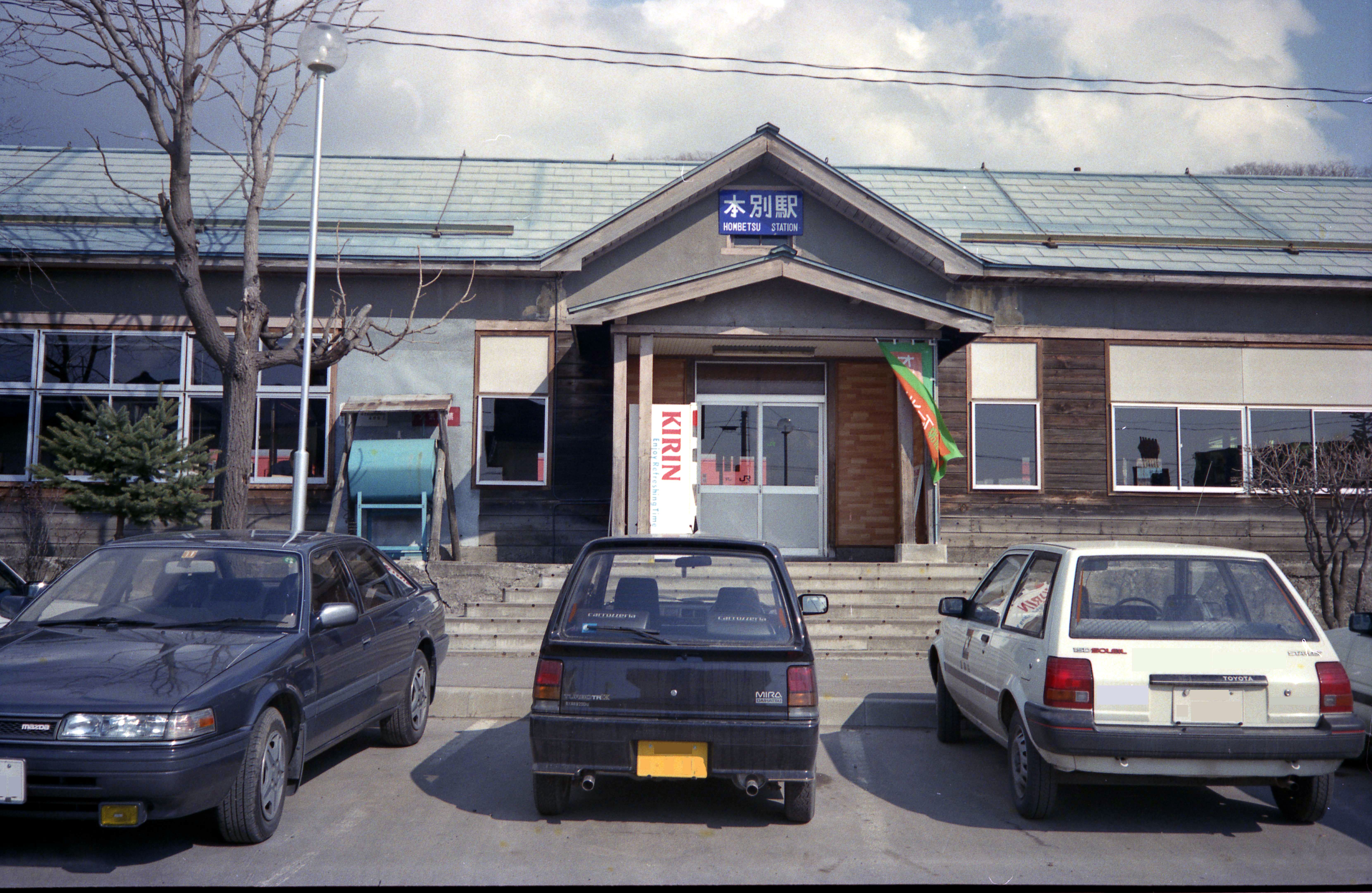
JR北海道当時の本別駅（1989年3月）

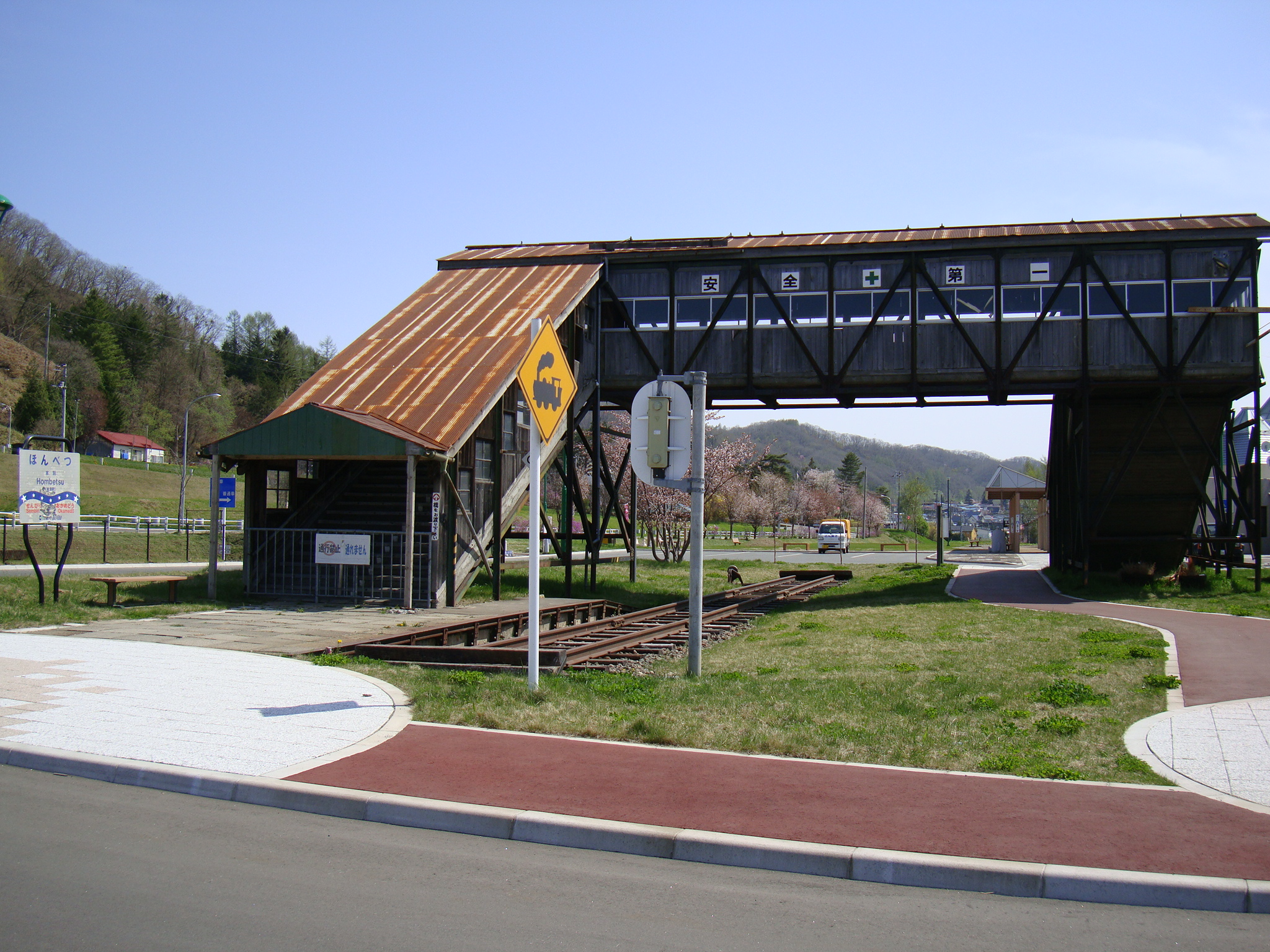
廃止後の様子

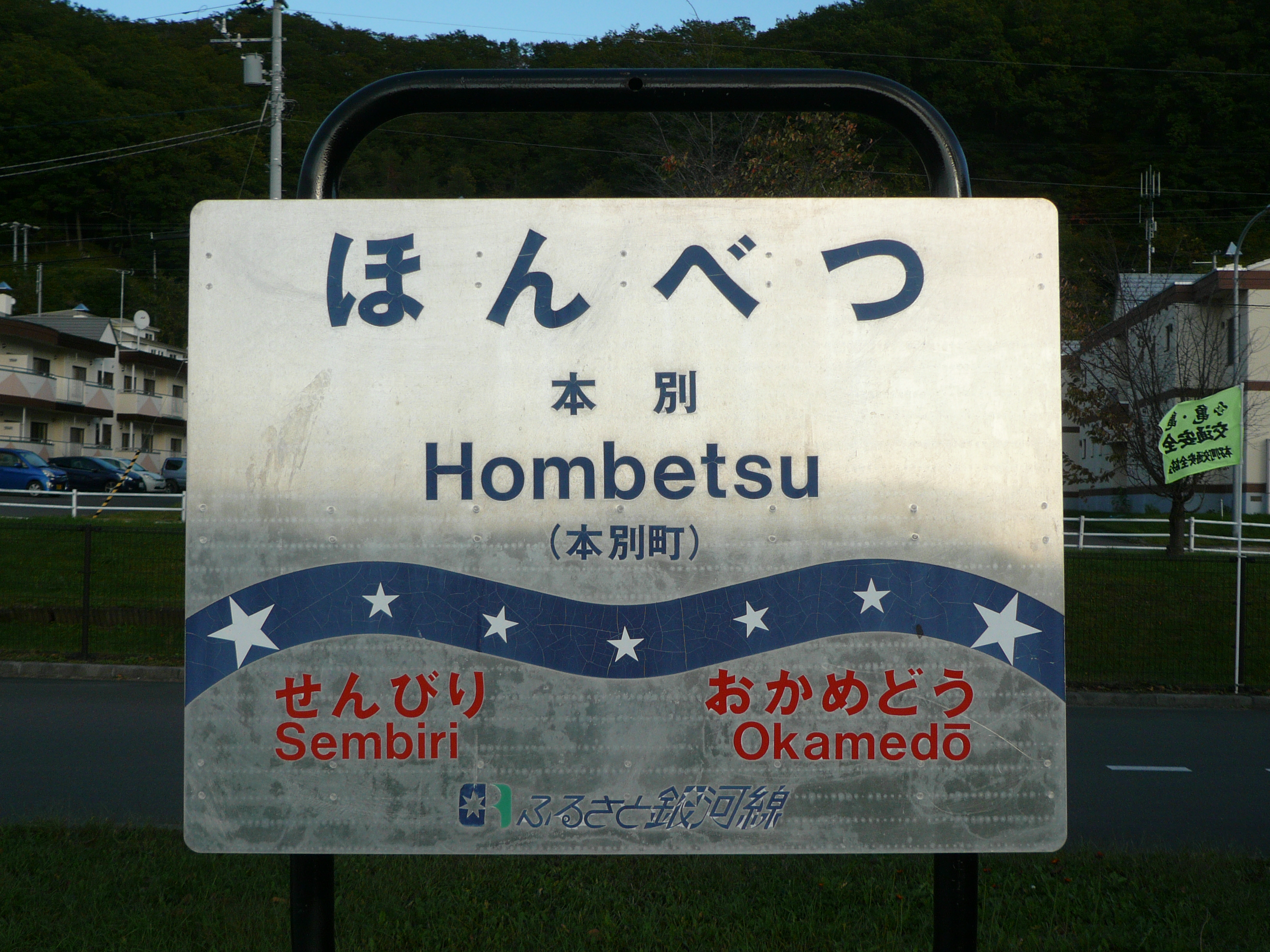
本別駅の駅名板

本別駅（ほんべつえき）は、かつて北海道中川郡本別町北3丁目1にあった、北海道ちほく高原鉄道ふるさと銀河線の駅（廃駅）である。国鉄・JR北海道池北線時代の電報略号はホヘ。事務管理コードは▲110504。

## 歴史

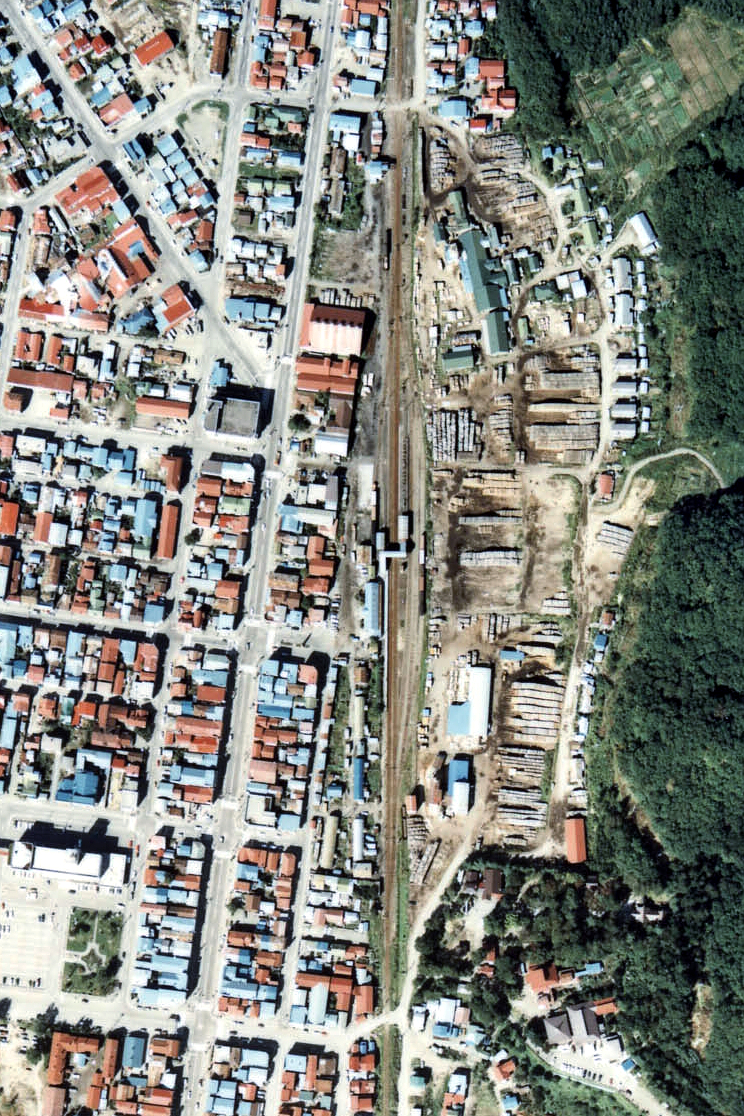
1977年の本別駅と周囲500 m×750 m範囲。上が北見方面。

### 年表
- 1910年（明治43年）9月22日：鉄道院網走線池田駅 - 淕別駅（のちの陸別駅）間開業にともない本別駅（ぽんべつえき）として開業[3][4]。一般駅[1]。
- 1912年（大正元年）11月18日：線名改称。池田 - 網走間を網走本線とする[5]。
- 1914年（大正3年）：王子製紙が流送木材の陸揚げ土場（網場/網羽）を市街より少し離れた南西方の利別川縁に設け、本線から分岐する専用線1500 m 敷設[注釈 1]。
- 1916年（大正5年）：富士製紙が駅裏に貯木場を設け、上浦幌上川上付近から中間に修羅場[注釈 2]を挟んだ馬車軌道を敷設。貯木場への専用線300 m 敷設（敷設時期は不明）。
- 1949年（昭和24年）6月1日：公共企業体である日本国有鉄道に移管。
- 1950年（昭和25年）：王子製紙、木材流送を廃止。
- 1961年（昭和36年）
  - 4月1日：路線の呼称変更により池北線の駅となる[5]。
  - 4月20日：駅名読みをほんべつに改める[4]。
- 1982年（昭和57年）9月10日：貨物取扱い廃止[1]。
- 1984年（昭和59年）2月1日：荷物取扱い廃止[1]。
- 1987年（昭和62年）4月1日：国鉄分割民営化により北海道旅客鉄道に継承[1]。
- 1989年（平成元年）6月4日：北海道ちほく高原鉄道に転換[1]。
- 1991年（平成3年）9月11日：本別駅「ステラプラザ」としてオープン[6]。
- 2006年（平成18年）4月21日：ふるさと銀河線廃線により廃止。十勝バス本別案内所となる。
- 2009年（平成21年）4月26日：道の駅ステラ★ほんべつとして開業[7]。

### 駅名の由来
所在地名（村名→町名）より。当初駅名のよみは「ぽんべつ」であったが、のちに「ほんべつ」に改められている。

## 駅構造
- 2面3線の単式および島式ホームがある地上駅。廃止時は3番のりばを使用していなかった。
- 社員配置駅（土日祝休業、7時05分から15時30分まで営業、駅長1名配置、駅員不足のときは足寄駅から助勤）だった。廃止前1ヶ月程度（2006年3月18日以降、ただし3月20日を除く）の期間は土日祝も営業していた。
- 駅窓口でJR北海道管内の乗車券・特急券・指定券を発売していた。またJR北海道ツインクル商品の取次ぎも行っていた。
- 「本別町コミュニティーセンターステラプラザ」と併設しており[8]、銀河線本別駅内簡易郵便局なども入居している。

### のりば
- 1番のりば…下り足寄・陸別方面
- 2番のりば…上り池田・帯広方面

### 本別町ステラプラザ
駅舎の再建計画が行われた際、平成3年に同時に本別町が最初に建て替えを行い、新しい駅舎が完成した。その名を「ステラ・プラザ」(星の広場)とした。建築設計は環境設計が担当。ランドスケープをキタバ・ランドスケープが担当した。銀河の散歩道、北斗七星をイメージした7本のハルニレからなる広場があり、銀河の散歩道夜景、ハルニレの足元からのライトアップによる夜の演出、天気の良い日は町民の憩いの広場となる、水の広場。北海道の短い夏を身近にある水辺で遊べるようにしている。
北斗七星をイメージした駅舎は、コミュニティ・センターやレストランが併設された建物で屋根に七つのトップライトを持ち、昼夜まちの人たちを暖く包み込んでいる。そして、駅舎の建て替え計画と一緒に周辺の整備も行われ、本別町、建築家、彫刻家が共に計画を進めた。そこでは単なる施設づくりではなく、その場所に必要なものは何か皆が気持ちよく駅舎と一体となって利用できるものは何かを考えた。その結果、まちに感じられるゆったりとした、おおらかな「気風」のようなものがまちのそとにあたる場にもあるとし、まちの人達はもちろん、訪れる人々にも必ず気持ち良さと安心感を与えられるということから南北に細長い敷地の中央に駅舎、その北側に子供達の水の広場と芝生の広場、南側には駐車場と駐輪場を配置した。駐車場と駅舎の間に銀河の散歩道というハルニレの木を植えてある広場を設けたがこの広場は散歩したりお弁当を広げたり気軽に利用できる広場である。夜には舗装に埋め込まれた照明が7本のハルニレの木を照らし、駅舎の七つの屋根の灯と一緒に夜の闇の中でまたたかせている。

## 駅周辺・跡地
本別町の代表駅であった。駅周辺には街の機能が整っている。
駅舎は改修工事が行われ、2009年（平成21年）4月26日に道の駅ステラ★ほんべつが開業した。
旧駅事務室はNPO法人銀河ほんべつ事務所となり、十勝バス本別案内所として窓口業務を受託している。
また、跨線橋も改修工事を受けて鉄道記念館となり、それに合わせて28メートルだけ線路が復元されたが、線路のあった場所は全て埋められ、ホームと路盤の段差がなくなっている。
ホーム側の施設は道の駅整備に伴い大半が撤去され、跨線橋と駅名標、線路の一部を残して駐車場となっている。
- 北海道道499号勇足本別停車場線
- 北海道道658号本別本別停車場線
- 北海道道770号美里別本別停車場線
- 本別町役場
- 本別警察署
- 本別郵便局
- 銀河線本別駅内簡易郵便局
- 本別町農業協同組合（JA本別町）
- 帯広信用金庫本別支店
- 北洋銀行本別支店
- Aコープ 本別店
- 北海道本別高等学校
- 本別公園
- 本別町歴史民俗資料館
- 国道242号
- 十勝バス、本別・浦幌生活維持路線バス「本別」停留所
- 網走観光交通、太陽の丘循環バス「本別道の駅」停留所

## 隣の駅
北海道ちほく高原鉄道
ふるさと銀河線
岡女堂駅 - 本別駅 - 仙美里駅